# Fletcher-Nunatak
Der Fletcher-Nunatak (bulgarisch нунатак Флечър nunatak Fletschar) ist ein 150 m hoher Nunatak auf der Livingston-Insel im Archipel der Südlichen Shetlandinseln. Er ragt 1,34 km nordöstlich Snow Peak und 1,64 km südsüdwestlich des Avitohol Point in der Wasserscheide zwischen dem Tundscha-Gletscher im Südosten und dem Berkowiza-Gletscher im Westen auf.
Die bulgarische Kommission für Antarktische Geographische Namen benannte den Nunatak im April 2021 nach der US-amerikanischen Ethnologin Alice Fletcher (1838–1923), die auch als Landvermesserin tätig war.